# Europamästerskapen i simsport 2008
Europamästerskapen i simsport 2008 var de 29:e europamästerskapen i simsport och avgjordes i Eindhoven, Nederländerna från den 13 maj till den 24 maj 2008. Nederländerna hade arrangerat europamästerskapen i simsport två gånger tidigare, 1966 och 1974.

## Medaljtabell
*   Värdland ( Nederländerna)
| Nr                   | Nation               | Guld | Silver | Brons | Totalt |
| -------------------- | -------------------- | ---- | ------ | ----- | ------ |
| 1                    | Ryssland             | 12   | 7      | 6     | 25     |
| 2                    | Italien              | 5    | 7      | 9     | 21     |
| 3                    | Frankrike            | 5    | 4      | 3     | 12     |
| 4                    | Spanien              | 5    | 3      | 4     | 12     |
| 5                    | Tyskland             | 4    | 4      | 1     | 9      |
| 6                    | Nederländerna*       | 4    | 3      | 3     | 10     |
| 7                    | Ungern               | 3    | 4      | 2     | 9      |
| 8                    | Österrike            | 3    | 2      | 2     | 7      |
| 9                    | Sverige              | 3    | 1      | 6     | 10     |
| 10                   | Ukraina              | 2    | 4      | 7     | 13     |
| 11                   | Grekland             | 2    | 2      | 0     | 4      |
| 11                   | Storbritannien       | 2    | 2      | 0     | 4      |
| 13                   | Norge                | 1    | 2      | 0     | 3      |
| 14                   | Schweiz              | 1    | 1      | 0     | 2      |
| 14                   | Slovenien            | 1    | 1      | 0     | 2      |
| 16                   | Serbien              | 1    | 0      | 0     | 1      |
| 17                   | Finland              | 0    | 2      | 1     | 3      |
| 17                   | Kroatien             | 0    | 2      | 1     | 3      |
| 19                   | Rumänien             | 0    | 1      | 4     | 5      |
| 20                   | Belarus              | 0    | 1      | 1     | 2      |
| 20                   | Polen                | 0    | 1      | 1     | 2      |
| 22                   | Danmark              | 0    | 0      | 1     | 1      |
| 22                   | Litauen              | 0    | 0      | 1     | 1      |
| 22                   | Slovakien            | 0    | 0      | 1     | 1      |
| Totalt (24 nationer) | Totalt (24 nationer) | 54   | 54     | 54    | 162    |

## Simning

### Herrar
| Gren            | Guld | Guld          | Silver | Silver       | Brons | Brons        |
| 50 m frisim     | Alain Bernard Frankrike                                                                                                | 21,66         | Duje Draganja Kroatien                                                                                                 | 22,00        | Stefan Nystrand Sverige                                                                                                | 22,16        |
| 100 m frisim    | Alain Bernard Frankrike                                                                                                | 47,50 0VR0    | Stefan Nystrand Sverige                                                                                                | 48,40        | Filippo Magnini Italien                                                                                                | 48,53        |
| 200 m frisim    | Paul Biedermann Tyskland                                                                                               | 1.46,59       | Amaury Leveaux Frankrike                                                                                               | 1.46,99      | Massimiliano Rosolino Italien                                                                                          | 1.47,33      |
| 400 m frisim    | Jurij Prilukov Ryssland                                                                                                | 3.45,10 0MR0  | Massimiliano Rosolino Italien                                                                                          | 3.45,19      | Nikita Lobintsev Ryssland                                                                                              | 3.46,75      |
| 800 m frisim    | Gergő Kis Ungern | 7.51,94 0MR0  | Samuel Pizzetti Italien                                                                                                | 7.54,09      | Dragoș Coman Rumänien                                                                                                  | 7.54,37 0NR0 |
| 1 500 m frisim  | Jurij Prilukov Ryssland                                                                                                | 14.50,40 0MR0 | David Davies Storbritannien                                                                                            | 14.54,28     | Mateusz Sawrymowicz Polen                                                                                              | 14.58,78     |
|                 | |               | |              | |              |
| 50 m ryggsim    | Aristeidis Grigoriadis Grekland                                                                                        | 25,13         | Flori Lang Schweiz | 25,18        | Ľuboš Križko Slovakien                                                                                                 | 25,44        |
| 100 m ryggsim   | Markus Rogan Österrike                                                                                                 | 54,03         | Aristeidis Grigoriadis Grekland                                                                                        | 54,27        | Arkadij Vjattjanin Ryssland                                                                                            | 54,45        |
| 200 m ryggsim   | Markus Rogan Österrike                                                                                                 | 1.55,85       | Arkady Vyatchanin Ryssland                                                                                             | 1.57,04      | Răzvan Florea Rumänien                                                                                                 | 1.57,53      |
|                 | |               | |              | |              |
| 50 m bröstsim   | Oleh Lisohor Ukraina                                                                                                   | 27,43         | Alexander Dale Oen Norge                                                                                               | 27,53 0NR0   | Alessandro Terrin Italien                                                                                              | 27,64        |
| 100 m bröstsim  | Alexander Dale Oen Norge                                                                                               | 59,76 0ER0    | Hugues Duboscq Frankrike                                                                                               | 59,78        | Oleh Lisohor Ukraina                                                                                                   | 1.00,53      |
| 200 m bröstsim  | Grigorij Falko Ryssland                                                                                                | 2.09,64 0MR0  | Alexander Dale Oen Norge                                                                                               | 2.09,74 0NR0 | Hugues Duboscq Frankrike                                                                                               | 2.09,91      |
|                 | |               | |              | |              |
| 50 m fjärilsim  | Milorad Čavić Serbien                                                                                                  | 23,11 0ER0    | Serhij Breus Ukraina                                                                                                   | 23,48        | Rafael Muñoz Spanien                                                                                                   | 23,60        |
| 100 m fjärilsim | Jevgenij Korotysjkin Ryssland                                                                                          | 51,89 0MR0    | Peter Mankoč Slovenien                                                                                                 | 52,07        | Rafael Muñoz Spanien                                                                                                   | 52,09        |
| 200 m fjärilsim | Ioannis Drymonakos Grekland                                                                                            | 1.54,16 0ER0  | Paweł Korzeniowski Polen                                                                                               | 1.54,38      | Nikolaj Skvortsov Ryssland                                                                                             | 1.54,65      |
|                 | |               | |              | |              |
| 200 m medley    | László Cseh Ungern | 1.58,02       | Dinko Jukić Österrike                                                                                                  | 1.59,65      | Vytautas Janušaitis Litauen                                                                                            | 2.00,17      |
| 400 m medley    | László Cseh Ungern | 4.09,59 0ER0  | Ioannis Drymonakos Grekland                                                                                            | 4.14,72      | Luca Marin Italien | 4.16,69      |
|                 | |               | |              | |              |
| 4×100 m frisim  | Sverige Marcus Piehl (50,56) Stefan Nystrand (47,52) Petter Stymne (49,30) Jonas Persson (48,03)                       | 3.15,41       | Italien Massimiliano Rosolino (49,94) Alessandro Calvi (48,79) Christian Galenda (48,74) Filippo Magnini (48,20)       | 3.15,77      | Nederländerna Mitja Zastrow (49,14) Bas van Velthoven (49,33) Robert Lijesen (48,60) Pieter van den Hoogenband (48,81) | 3.15,88      |
| 4×200 m frisim  | Italien Emiliano Brembilla (1.48,36) Massimiliano Rosolino (1.47,38) Nicola Cassio (1.46,57) Filippo Magnini (1.47,63) | 7.09,94       | Ryssland Nikita Lobintsev (1.48,20) Aleksandr Suchorukov (1.46,97) Jevgenij Lagunov (1.48,37) Jurij Prilukov (1.48,16) | 7.11,70      | Österrike Dominik Koll (1.48,21) Markus Rogan (1.48,42) David Brandl (1.48,52) Dinko Jukić (1.48,84)                   | 7.13,99      |
| 4×100 m medley  | Ryssland Arkadij Vjattjanin (54,13) Grigorij Falko (1.00,45) Jevgenij Korotysjkin (51,35) Andrej Gretjin (48,32)       | 3.34,25 0ER0  | Kroatien Gordan Kožulj (55,28) Vanja Rogulj (1.00,93) Mario Todorović (51,83) Duje Draganja (48,28)                    | 3.36,32      | Sverige Simon Sjödin (56,08) Jonas Andersson (1.01,13) Lars Frölander (52,21) Stefan Nystrand (47,43)                  | 3.36,85      |

### Damer
| Gren            | Guld | Guld          | Silver | Silver   | Brons | Brons    |
| 50 m frisim     | Marleen Veldhuis Nederländerna                                                                                  | 24,09 0VR0    | Hinkelien Schreuder Nederländerna                                                                                     | 24,59    | Therese Alshammar Sverige                                                                                                | 24,71    |
| 100 m frisim    | Marleen Veldhuis Nederländerna                                                                                  | 53,77         | Hanna-Maria Seppälä Finland                                                                                           | 54,04    | Inge Dekker Nederländerna                                                                                                | 54,12    |
| 200 m frisim    | Sara Isaković Slovenien                                                                                         | 1.57,45       | Camelia Potec Rumänien                                                                                                | 1.57,47  | Ágnes Mutina Ungern | 1.58,06  |
| 400 m frisim    | Federica Pellegrini Italien                                                                                     | 4.01,53 0VR0  | Coralie Balmy Frankrike                                                                                               | 4.04,15  | Camelia Potec Rumänien                                                                                                   | 4.05,62  |
| 800 m frisim    | Alessia Filippi Italien                                                                                         | 8.23,50       | Erika Villaécija Spanien                                                                                              | 8.24,08  | Camelia Potec Rumänien                                                                                                   | 8.25,28  |
| 1 500 m frisim  | Flavia Rigamonti Schweiz                                                                                        | 15.58,54 0MR0 | Erika Villaécija Spanien                                                                                              | 16.02,08 | Lotte Friis Danmark | 16.11,26 |
|                 | |               | |          | |          |
| 50 m ryggsim    | Anastasija Zujeva Ryssland                                                                                      | 28,05 0ER0    | Nina Zhivanevskaya Spanien                                                                                            | 28,11    | Sanja Jovanović Kroatien                                                                                                 | 28,17    |
| 100 m ryggsim   | Anastasija Zujeva Ryssland                                                                                      | 59,41 0ER0    | Laure Manaudou Frankrike                                                                                              | 1.00,05  | Nina Zhivanevskaya Spanien                                                                                               | 1.00,29  |
| 200 m ryggsim   | Laure Manaudou Frankrike                                                                                        | 2.07,99       | Anastasija Zujeva Ryssland                                                                                            | 2.09,59  | Nikolett Szepesi Ungern                                                                                                  | 2.09,90  |
|                 | |               | |          | |          |
| 50 m bröstsim   | Janne Schäfer Tyskland                                                                                          | 31,08 0MR0    | Julia Jefimova Ryssland                                                                                               | 31,41    | Mirna Jukić Österrike | 31,59    |
| 100 m bröstsim  | Mirna Jukić Österrike                                                                                           | 1.08,18       | Aljona Aleksejeva Ryssland                                                                                            | 1.08,91  | Joline Höstman Sverige                                                                                                   | 1.08,94  |
| 200 m bröstsim  | Julia Jefimova Ryssland                                                                                         | 2.24,09 0MR0  | Mirna Jukić Österrike                                                                                                 | 2.24,58  | Aljona Aleksejeva Ryssland                                                                                               | 2.25,22  |
|                 | |               | |          | |          |
| 50 m fjärilsim  | Chantal Groot Nederländerna                                                                                     | 26,03         | Inge Dekker Nederländerna                                                                                             | 26,30    | Svjatlana Chachlova Belarus                                                                                              | 26,52    |
| 100 m fjärilsim | Sarah Sjöström Sverige                                                                                          | 58,44         | Inge Dekker Nederländerna                                                                                             | 58,50    | Aurore Mongel Frankrike                                                                                                  | 58,54    |
| 200 m fjärilsim | Aurore Mongel Frankrike                                                                                         | 2.06,59       | Emese Kovács Ungern                                                                                                   | 2.06,71  | Mireia Belmonte Spanien                                                                                                  | 2.09,32  |
|                 | |               | |          | |          |
| 200 m medley    | Mireia Belmonte Spanien                                                                                         | 2.11,16 0MR0  | Evelyn Verrasztó Ungern                                                                                               | 2.12,93  | Camille Muffat Frankrike                                                                                                 | 2.13,63  |
| 400 m medley    | Alessia Filippi Italien                                                                                         | 4.36,68       | Katinka Hosszú Ungern                                                                                                 | 4.37,43  | Jana Martynova Ryssland                                                                                                  | 4.37,86  |
|                 | |               | |          | |          |
| 4×100 m frisim  | Nederländerna Inge Dekker (53,77) Ranomi Kromowidjojo (53,61) Femke Heemskerk (53,62) Marleen Veldhuis (52,62)  | 3.33,62 0VR0  | Italien Erika Ferraioli (56,14) Federica Pellegrini (53,68) Maria Laura Simonetto (55,54) Cristina Chiuso (55,70)     | 3.41,06  | Sverige Claire Hedenskog (55,56) Josefin Lillhage (54,36) Ida Marko-Varga (55,33) Magdalena Kuras (56,03)                | 3.41,28  |
| 4×200 m frisim  | Frankrike Laure Manaudou (1.58,51) Coralie Balmy (1.56,58) Mylène Lazare (1.59,39) Alena Popchanka (1.57,61)    | 7.52,09       | Storbritannien Joanne Jackson (1.59,10) Melanie Marshall (1.57,81) Ellen Gandy (1.59,26) Caitlin McClatchey (1.56,19) | 7.52,36  | Italien Alice Carpanese (2.01,06) Federica Pellegrini (1.54,98) Alessia Filippi (1.58,47) Renata Spagnolo (2.01,18)      | 7.55,69  |
| 4×100 m medley  | Storbritannien Elizabeth Simmonds (1.01,20) Kate Haywood (1.07,11) Jemma Lowe (58,00) Francesca Halsall (53,02) | 3.59,33 0ER0  | Ryssland Anastasija Zujeva (59,72) Julia Jefimova (1.07,30) Natalja Sutiagina (58,29) Darja Beljakina (55,16)         | 4.00,47  | Nederländerna Hinkelien Schreuder (1.03,30) Jolijn van Valkengoed (1.10,67) Inge Dekker (57,69) Marleen Veldhuis (52,75) | 4.04,41  |

## Simhopp

### Herrar
| Gren                   | Guld                                   | Guld   | Silver                                    | Silver | Brons                                      | Brons  |
| 1 m svikt              | Illja Kvasja Ukraina                   | 454,65 | Joona Puhakka Finland                     | 432,80 | Christopher Sacchin Italien                | 423,80 |
| 3 m svikt              | Dmitrij Sautin Ryssland                | 493,70 | Illja Kvasja Ukraina                      | 468,70 | Joona Puhakka Finland                      | 441,80 |
| Parhopp 3 m svikt      | Ryssland Jurij Kunakov Dmitrij Sautin  | 440,76 | Tyskland Tobias Schellenberg Andreas Wels | 413,94 | Ukraina Dmytro Lysenko Anton Zacharov      | 406,56 |
| 10 m plattform         | Tom Daley Storbritannien               | 491,95 | Sascha Klein Tyskland                     | 487,60 | Francesco Dell'Uomo Italien                | 481,30 |
| Parhopp 10 m plattform | Tyskland Patrick Hausding Sascha Klein | 453,24 | Belarus Vadzim Kaptur Aljaksandr Varlamaŭ | 427,35 | Ryssland Konstantin Chanbekov Oleg Vikulov | 426,24 |

### Damer
| Gren                   | Guld                                           | Guld   | Silver                                    | Silver | Brons                                    | Brons   |
| 1 m svikt              | Anna Lindberg Sverige                          | 293,85 | Nóra Barta Ungern                         | 270,60 | Katja Dieckow Tyskland                   | 264,15  |
| 3 m svikt              | Julia Pachalina Ryssland                       | 347,40 | Katja Dieckow Tyskland                    | 330,80 | Olena Fedorova Ukraina                   | 319,.70 |
| Parhopp 3 m svikt      | Ryssland Julia Pachalina Anastasia Pozdnjakova | 327,57 | Tyskland Heike Fischer Ditte Kotzian      | 305,64 | Ukraina Olena Fedorova Alevtyna Korolova | 301,86  |
| 10 m plattform         | Tania Cagnotto Italien                         | 355,35 | Julija Prokoptjuk Ukraina                 | 328,35 | Elina Eggers Sverige                     | 319,65  |
| Parhopp 10 m plattform | Tyskland Annett Gamm Nora Subschinski          | 336,63 | Ukraina Alina Tjaplenko Julija Prokoptjuk | 334,20 | Italien Noemi Batki Tania Cagnotto       | 323,13  |

## Konstsim
| Gren                 | Guld | Guld   | Silver | Silver | Brons | Brons  |
| Fritt program, solo  | Gemma Mengual Spanien | 98,400 | Natalja Isjtjenko Ryssland | 98,300 | Beatrice Adelizzi Italien | 94,000 |
| Fritt program, par   | Spanien Gemma Mengual Andrea Fuentes | 97,800 | Italien Beatrice Adelizzi Giulia Lapi | 94,900 | Ukraina Darja Jusjko Ksenija Sydorenko | 93,900 |
| Fritt program, lag   | Spanien Alba Cabello Ona Carbonell Raquel Corral Andrea Fuentes Thaïs Henríquez Gemma Mengual Irina Rodríguez Paola Tirados                            | 97,800 | Italien Alessia Bigi Elisa Bozzo Costanza Fiorentini Manila Flamini Francesca Gangemi Mariangela Perrupato Sara Sgarzi Federica Tommasi                  | 95,200 | Ukraina Anna Bahirova Nadija Berezjna Anastasija Tjepak Darja Jusjko Hanna Chmelnytska Olha Kondrasjova Julija Marjanko Ksenija Sydorenko                           | 93,300 |
| Fri kombination, lag | Spanien Alba Cabello Raquel Corral Andrea Fuentes Thaïs Henríquez Laura López Gemma Mengual Gisela Morón Irina Rodríguez Paola Tirados Cristina Violán | 97,900 | Italien Alessia Bigi Elisa Bozzo Costanza Fiorentini Manila Flamini Francesca Gangemi Mariangela Perrupato Dalila Schiesaro Sara Sgarzi Federica Tommasi | 95,100 | Ukraina Anna Bahirova Nadija Berezjna Anastasija Tjepak Inha Hiller Darja Jusjko Hanna Chmelnytska Olha Kondrasjova Julija Marjanko Olha Sjevtjuk Ksenija Sydorenko | 94,100 |